# Carphalea angulata
Carphalea angulata är en måreväxtart som beskrevs av Henri Ernest Baillon. Carphalea angulata ingår i släktet Carphalea och familjen måreväxter. Inga underarter finns listade i Catalogue of Life.